# The Dreamers
The Dreamers is een romantische dramafilm uit 2003 onder regie van Bernardo Bertolucci. Het scenario is van Gilbert Adair en is gebaseerd op diens eigen roman The Holy Innocents. "The Dreamers" is een eerbetoon o.a. aan de Franse films van de Nouvelle Vague en bevat verwijzingen naar en citaten uit de films van Godard, Truffaut en anderen. De ongecensureerde versie van de film bevat verschillende naaktscènes en expliciete seks en was in Amerika in de ban gedaan.

## Verhaal
Matthew is een 20-jarige Amerikaanse student in Parijs. Hij brengt veel tijd door in de Cinémathèque en verdiept zich in filmgeschiedenis. Hij ontmoet Isabelle en haar tweelingbroer Theo tijdens een studentenbijeenkomst. Wanneer Isabelle en Theo alleen thuis zijn, omdat hun ouders op vakantie zijn, nodigen ze Matthew uit om zijn hotelkamer in te ruilen voor een logeerkamer in hun appartement. Matthew merkt al vlug dat de broer en zus niet bepaald doorsnee zijn. Ze zijn dol op bizarre spelletjes, zoals het imiteren van filmscènes. Wanneer de ander niet kan raden uit welke film de scène komt, moet hij een vaak buitensporige, seksueel getinte opdracht uitvoeren. Er ontstaat een hechte, maar complexe driehoeksverhouding tussen de jongeren, die abrupt ten einde komt wanneer de Parijse studentenrevolte van mei 68 uitbreekt en Theo en Isabelle zich geroepen voelen om hun liefdesnest te verlaten.

## Rolverdeling
| Acteur             | Personage         |
| ------------------ | ----------------- |
| Michael Pitt       | Matthew           |
| Eva Green          | Isabelle          |
| Louis Garrel       | Theo              |
| Anna Chancellor    | Moeder            |
| Robin Renucci      | Vader             |
| Jean-Pierre Kalfon | Zichzelf          |
| Jean-Pierre Léaud  | Zichzelf          |
| Florian Cadiou     | Patrick           |
| Pierre Hancisse    | Filmliefhebber    |
| Valentin Merlet    | Filmliefhebber    |
| Lola Peploe        | Ouvreuse          |
| Ingy Fillion       | Vriendin van Theo |

## Productie
Het eerste ontwerp van het scenario was een bewerking door Gilbert Adair van zijn eigen roman, The Holy Innocents (1988), geïnspireerd op de roman Les Enfants terribles (1929) van Jean Cocteau en de gelijknamige film geregisseerd door Jean-Pierre Melville in 1950. Tijdens de preproductie bracht Bertolucci wijzigingen aan: hij "peperde het verhaal in met clips uit de films waar hij van houdt" en schrapte homoseksuele inhoud - waaronder scènes uit de roman waarin Matthew en Théo seks hebben - die hij "gewoon te veel" vond. Nadat de film was uitgebracht, zei hij dat hij "trouw was aan de geest van het boek, maar niet aan de letter."